# Pfarrkirche Neudorf im Weinviertel

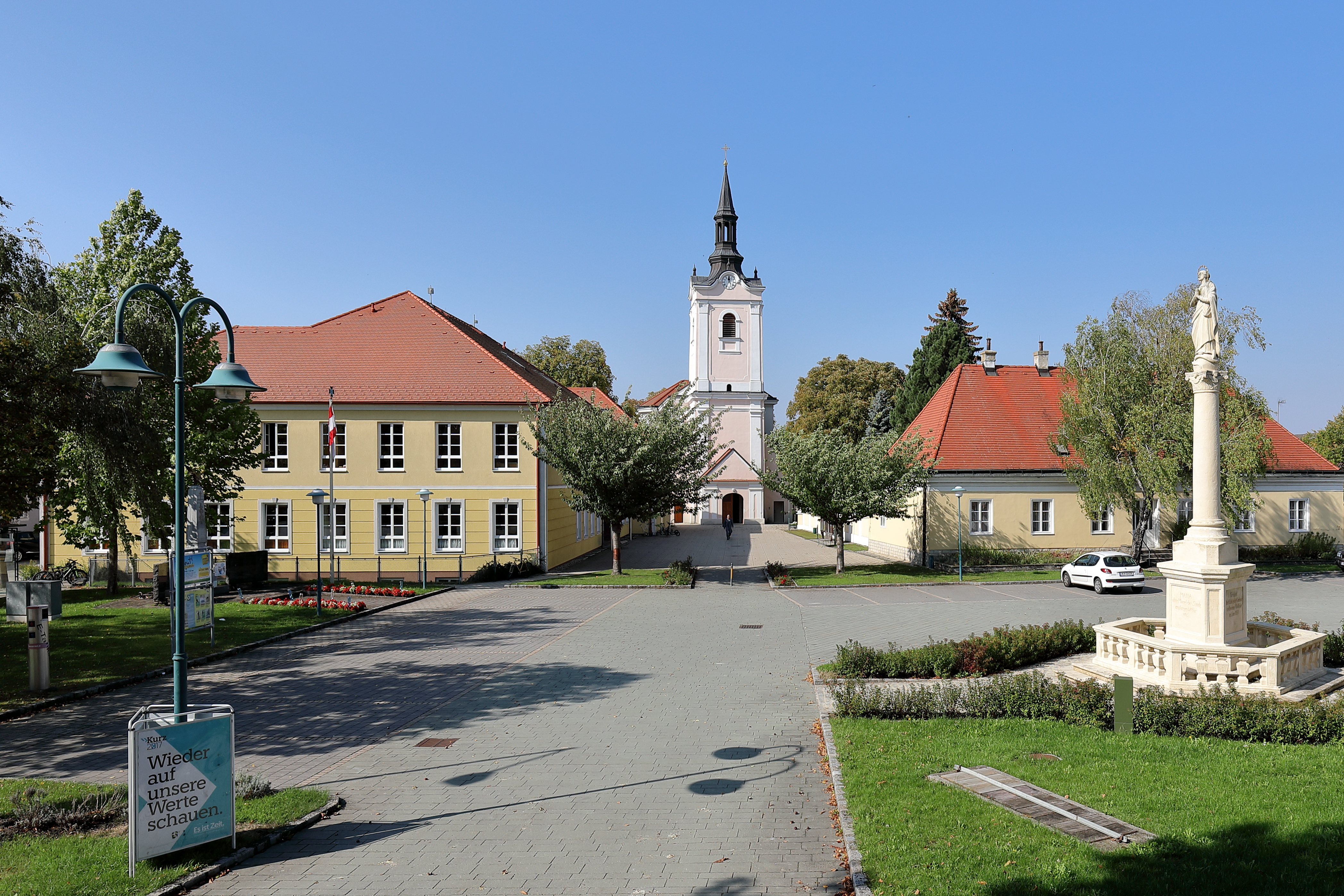
Katholische Pfarrkirche hl. Nikolaus in Neudorf im Weinviertel

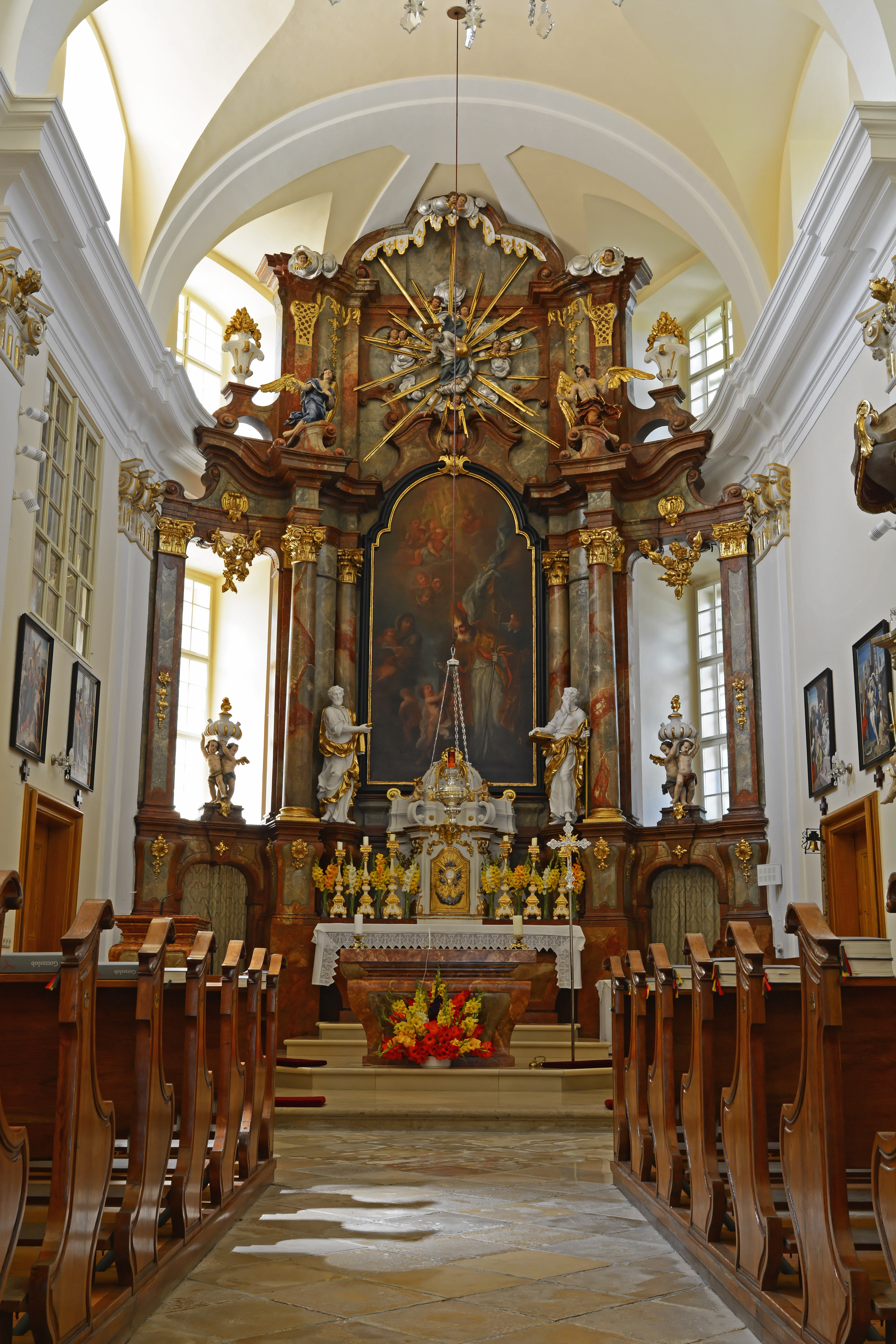
Langhaus, Blick zum Chor

Die römisch-katholische Pfarrkirche Neudorf im Weinviertel steht am Hauptplatz der Marktgemeinde Neudorf im Weinviertel im Bezirk Mistelbach in Niederösterreich. Die dem Patrozinium des hl. Nikolaus unterstellte Pfarrkirche gehört zum Pfarrverband rund um Laa und zum Dekanat Laa-Gaubitsch im Vikariat Unter dem Manhartsberg der Erzdiözese Wien. Die Kirche steht unter Denkmalschutz (Listeneintrag).

## Geschichte
1750 ein Vikariat der Pfarrkirche Staatz wurde 1784 die Pfarre gegründet.
Die Kirche aus 1724 erhielt 1808 einen Turm.

## Architektur
Der mächtige spätbarocke Kirchenbau unter einem hohen Satteldach ist nach Westen orientiert und erhielt später einen vorgestellten Ostturm. Die Fassaden zeigen eine Lisenengliederung und Segmentbogenfenster. Der zweigeschoßige Turm zeigt eine Pilastergliederung und geschwungene Uhrengiebel und trägt darüber einen achtseitigen Spitzhelm. Nördlich am Chor ein barocker Sakristeianbau und südlich ein neuer Anbau.
Das Kircheninnere zeigt ein Langhaus mit einem querschiffartig ausgeweiteten Joch vor dem korbartig geschlossenen Chor. Das Langhaus hat in den beiden ersten Jochen Stichkappentonnen über Doppelgurten aus ionischen Doppelpilastern, das dritte quadratische Joch trägt eine Hängekuppel und hat seitliche flache Ausweitungen mit sphärisch eingeschwungenen Längstonnen über ionischen Pilastern und durchgehendes verkröpftes Gebälk. Die östliche Orgelempore hat an der leicht vorschwingenden Brüstung Putzfelder. Der Triumphbogen ist rundbogig. Der einjochige Chor unter einer Stichkappentonne hat im Rundschluss strahlenförmige Gurten.

## Einrichtung
Der Hochaltar um 1730 hat einen erhöhten Säulenaufbau über einer eingestellten Mensa, das Gebälk trägt die Figurengruppe Gottvater mit Engeln, der Altar zeigt das Altarblatt hl. Nikolaus und trägt die seitlichen Figuren der Heiligen Peter und Paul, die Opfergangsportale tragen Vasen haltende Putten.
Die Seitenaltäre entstanden um 1750, der linke Seitenaltar zeigt ein Gnadenbild. Die barocke Kanzel um 1750 trägt Putten als Tugenden.
Es gibt eine zierliche spätgotische Pietà um 1450.
Die Orgel baute Johann M. Kauffmann 1886, an der Orgelbrüstung stehen großfigurige Engelstatuen. Es gibt ein Paukenpaar aus dem Anfang des 18. Jahrhunderts. Eine Glocke nennt Franz Josef Scheichel 1772.